# Дорошева Наталія Миколаївна
Наталія Миколаївна Дорошева (нар. 1 червня 1970, Алмати, Казахська РСР) — радянська та казахська футболістка, тренерка. Майстер спорту з футболу, півзахисниця ЦСК ВВС, тренер «СШВСМ-Кайрат». Одна з найкращих футбольних тренерів Казахстану.

## Життєпис
Наталія Дорошева почала грати в футбол в алматинському клубі «Грація». При переїзді клубу в Тольятті, а згодом і в Самару грала в російському чемпіонаті. Дорошева як футболістка стала майстринею спорту, триразовою чемпіонкою Росії, чотириразовою віце-чемпіонкою та дворазовою бронзовою призеркою чемпіонату Росії, володаркою Кубку Росії, виступала в єврокубках.
Після закінчення кар'єри футболістки тренувала декілька казахстанських клубів. Досягнення на посаді тренерки: 2008 — 3-тє місце в першості серед молоді, 2009-2010 рік — чемпіонка Казахстану, 2009 рік — володарка Кубку Казахстану.
1996 року закінчила Академію туризму й спорту, тренерка вищої категорії РК, має ліцензію тренера А-диплома УЄФА.
У 2020 році працювала дитячою тренеркою в Академії Футболу Дмитра Аленічева (Московська область, Росія).

## Досягнення

### Командні
- / Чемпіонат Росії
  -  Чемпіонка (2): 1993, 1994
  -  Срібна призерка (2): 1992, 1995

- / Кубок Росії
  -  Володарка (1): 1994

### Особисті
- Майстер спорту Росії

## Досягнення

### Клубні
| Клуб              | Сезон             | Чемпіонат | Чемпіонат | Кубок | Кубок | Єврокубки | Єврокубки | Інші  | Інші | Загалом | Загалом |
| Клуб              | Сезон             | Матчі     | Голи      | Матчі | Голи  | Матчі     | Голи      | Матчі | Голи | Матчі   | Голи    |
| ----------------- | ----------------- | --------- | --------- | ----- | ----- | --------- | --------- | ----- | ---- | ------- | ------- |
| ЦСК ВПС (Самара)  | 1993              | ?         | 1         | 4     | 2     | -         | -         | -     | -    | ?       | 3       |
| ЦСК ВПС (Самара)  | 1994              | 19        | 4         | -     | -     | -         | -         | -     | -    | 19      | 4       |
| ЦСК ВПС (Самара)  | 1995              | 14        | 3         | -     | -     | -         | -         | -     | -    | 14      | 3       |
| ЦСК ВПС (Самара)  | Загалом           | ?         | 8         | ?     | 2     | -         | -         | -     | -    | ?       | 10      |
| Усього за кар'єру | Усього за кар'єру | ?         | 8         | ?     | 2     | -         | -         | -     | -    | ?       | 10      |